# 井藤英樹
井藤 英樹（いとう ひでき、1964年9月11日 - ）は、日本の大蔵・財務・金融官僚。第14代金融庁長官。金融庁総合政策局政策立案総括審議官、金融庁企画市場局長などを歴任。

## 経歴
1964年9月11日岡山県岡山市出身。岡山一宮高等学校を経て、東京大学法学部在学中に国家公務員一種試験（法律）に合格。1988年に東京大学法学部を卒業し、大蔵省に入省。証券局総務課に配属。
その後は1992年にジョージタウン大学の経営大学院でMBAを取得し、帰国後は郵政省通信政策局政策課で勤務し、1994年7月に旭川東税務署長、証券局証券業務課長補佐、主計局主計官補佐（科学技術係主査）、財務省主計局主計官補佐（内閣係主査）、主計局主計官補佐（文部科学係主査）、外務省経済協力開発機構日本政府代表部参事官、大臣官房文書課広報室長、金融庁総務企画局総務課企画官（亀井金融担当大臣秘書官）、金融庁監督局銀行第二課長、主計局主計官（文部科学担当）、金融庁総務企画局政策課長、金融庁総合政策局政策立案総括審議官などを経て、2022年6月に金融庁企画市場局長。2024年7月5日、金融庁長官に就任。2025年7月1日、辞職。